# ラファエル・シルバ
ラファエル・シルバ（Rafael Carlos da Silva 1987年5月11日- ）は、ブラジルのマットグロッソ・ド・スル州・アキダウアナ出身の柔道選手。階級は100kg超級。身長203cm。体重150kg。得意技は内股。愛称は「ベイビー」
ブラジルポルトガル語の発音の関係で、ハファエル・シルヴァとも表記される。

## 人物
15歳の時に柔道を始め、2010年の世界選手権では準々決勝でフランスのテディ・リネールと対戦し送襟絞で敗れるなどして5位に終わった。その後の世界団体ではブラジルの準優勝に貢献した。2011年の世界選手権では2回戦で敗れたが、世界団体では決勝でリネールに内股で敗れたもののブラジルの2年連続準優勝に再び貢献することとなった。2012年のワールドマスターズでは決勝で上川大樹を指導2で破り優勝を果たした。続くグランドスラム・パリでは決勝でリネールに片手絞で敗れて2位だったものの、パンナム選手権では優勝を飾った。7月のロンドンオリンピックでは銅メダルを獲得している。2013年の地元ブラジルで開催された世界選手権では決勝まで勝ち上がるも、リネールに合技で敗れて2位だった。翌年の2014年の世界選手権でも準決勝でリネールに送襟絞で敗れて3位だった。2016年に地元で開催されたリオデジャネイロオリンピックでは準々決勝でリネールに技ありで敗れたものの、その後敗者復活戦を勝ち上がって前回に続く2度目の銅メダルを獲得した。2017年の世界選手権では準々決勝でリネールに横四方固で敗れて3位だった。2019年の世界選手権は準々決勝で日本の原沢久喜に反則負けするなどして5位に終わったが、世界団体では3位になった。2021年7月に日本武道館で開催された東京オリンピックでは準々決勝でジョージアのグラム・ツシシビリに反則負けすると、敗者復活戦でもリネールに腕挫十字固で敗れて7位だった。2023年の世界選手権では準々決勝で敗れるも、敗者復活戦で世界チャンピオンのアンディ・グランダに反則勝ちするなどして36歳にして3位入賞を果たした。2024年のパリオリンピックでは初戦で敗れた
。
IJF世界ランキングは1862ポイント獲得で5位(24/4/22現在)。

## 主な戦績
(階級表記のない大会は全て100kg超級での成績)
- 2006年 - 世界ジュニア　7位
- 2008年 - 南米柔道選手権大会　優勝
- 2009年 - 南米柔道選手権大会　100kg超級　優勝　無差別　優勝
- 2009年 - グランドスラム・リオデジャネイロ　5位
- 2010年 - 南米競技大会　100kg超級　優勝　無差別　優勝
- 2010年 - ワールドカップ・サンパウロ　2位
- 2010年 - ワールドカップ・マドリード　優勝
- 2010年 - ワールドカップ・リスボン　3位
- 2010年 - グランドスラム・モスクワ　5位
- 2010年 - ワールドカップ・サルヴァドール　3位
- 2010年 - 世界選手権　5位
- 2010年 - ワールドカップ・ローマ　2位
- 2010年 - 世界団体　2位
- 2010年 - グランプリ・青島　3位
- 2011年 - ワールドマスターズ　5位
- 2011年 - ワールドカップ・ブダペスト　優勝
- 2011年 - グランプリ・デュッセルドルフ　3位
- 2011年 - ワールドカップ・ワルシャワ　3位
- 2011年 - パンナム選手権　2位
- 2011年 - グランドスラム・リオデジャネイロ　5位
- 2011年 - ワールドカップ・サンパウロ　優勝
- 2011年 - ワールドカップ・マイアミ　3位
- 2011年 - ミリタリーワールドゲームズ　個人戦　3位　団体戦　優勝
- 2011年 - 世界団体　2位
- 2011年 - ワールドカップ・タシュケント　優勝
- 2011年 - パンアメリカン競技大会　2位
- 2011年 - グランドスラム・東京　3位
- 2011年 - グランプリ・青島　3位
- 2012年 - ワールドマスターズ　優勝
- 2012年 - グランドスラム・パリ　2位
- 2012年 - パンナム選手権　優勝
- 2012年 -　ロンドンオリンピック　3位
- 2012年 - グランドスラム・東京　2位
- 2013年 - グランドスラム・パリ　3位
- 2013年 - パンナム選手権　優勝
- 2013年 - ワールドマスターズ　2位
- 2013年 - 世界選手権　2位
- 2013年 - グランドスラム・東京　2位
- 2014年 - グランプリ・デュッセルドルフ　3位
- 2014年 - パンナム選手権　優勝
- 2014年 - グランドスラム・チュメニ　優勝
- 2014年 - 世界選手権　3位
- 2015年 - グランプリ・サムスン　2位
- 2015年 - パンナム選手権　2位
- 2016年 - パンナムオープン・リマ　優勝
- 2016年 - パンナムオープン・ブエノスアイレス　優勝
- 2016年 - グランプリ・トビリシ　3位
- 2016年 - グランプリ・サムスン　3位
- 2016年 - パンナム選手権　優勝
- 2016年 -　グランドスラム・バクー　5位
- 2016年 - リオデジャネイロオリンピック 3位
- 2017年 -　グランドスラム・パリ　3位
- 2017年 -　世界選手権　3位
- 2017年 -　世界団体　2位
- 2017年 -　ワールドマスターズ　3位
- 2018年 -　グランドスラム・エカテリンブルグ　3位
- 2018年 -　グランプリ・フフホト　3位
- 2018年 -　ワールドマスターズ　2位
- 2019年 - グランドスラム・エカテリンブルグ　3位
- 2019年 - パンナム選手権　優勝
- 2019年 - 世界選手権　5位
- 2019年 -　世界団体　3位
- 2020年 -　グランドスラム・デュッセルドルフ　3位
- 2020年 - パンナム選手権　3位
- 2021年 -　グランドスラム・トビリシ　2位
- 2021年 - パンナム選手権　優勝
- 2021年 -　グランドスラム・カザン　2位
- 2021年 -　世界選手権　5位
- 2021年 -　東京オリンピック 7位
- 2022年 -　グランドスラム・テルアビブ　2位
- 2022年 -　パンアメリカン・オセアニア選手権　2位
- 2023年 -　グランプリ・アルマダ　3位
- 2023年 -　グランドスラム・テルアビブ　3位
- 2023年 -　世界選手権　3位
- 2023年 - パンアメリカン・オセアニア選手権　2位
- 2023年 - パンアメリカン競技大会 3位
- 2024年 -　パンアメリカン・オセアニア選手権　2位

(出典、JudoInside.com)